# Maksymilian Konarski
Maksymilian Konarski herbu Gryf (ur. 1875 w Kluczewsku koło Włoszczowy, zm. 23 marca 1937 tamże) – polski ziemianin, działacz organizacji rolniczych.
Ukończył Męskie Gimnazjum Rządowe w Kielcach. Odbył studia w zakresie rolnictwa na Uniwersytecie Jagiellońskim. Przez 40 lat prowadził w rodzinnym Kluczewsku wzorcowe gospodarstwo; dbał zarówno o sąsiadów-ziemian, jak i chłopów. Nekrolog w "Gazecie Rolniczej" (nr 18, 30 kwietnia 1937) określa go jako "ojca i przyjaciela prawdziwego sąsiadów spod strzechy", których "otaczał opieką, podnosił, oświecał i usamodzielniał", dzięki czemu cieszył się ich pełnym zaufaniem. "Wieś i dwór stanowiły tu jedną harmonijną całość". Konarski był wybierany na sędziego gminnego, członka rady gminnej, członka dozoru kościelnego i dozoru szkolnego; zainicjował działalność kółka rolniczego, straży ogniowej, kasy pożyczkowej. Wspierał także szkołę powszechną.
Był również aktywny w środowisku ziemiańskim powiatu włoszczowskiego; wchodził w skład zarządu oddziału powiatowego Związku Ziemian we Włoszczowie, pełnił w nim obowiązki prezesa. Należał do Okręgowego Towarzystwa Rolniczego Centralnego Towarzystwa Rolniczego najpierw w Kielcach, potem we Włoszczowie. Był także prezesem Koła Porad Sąsiedzkich, członkiem Sejmiku i Wydziału Powiatowego, członkiem Rady Nadzorczej Syndykatu Rolniczego kieleckiego, członkiem reprezentacji wojewódzkiej Związku Ziemian w Kielcach.

## Literatura
- Janusz Socha, Słownik biograficzny działaczy Centralnego Towarzystwa Rolniczego (1907-1929), nakład własny autora, Łódź 2003, s. 66-67.